# Phyllomydas currani
Phyllomydas currani är en tvåvingeart som beskrevs av Hardy 1943. Phyllomydas currani ingår i släktet Phyllomydas och familjen Mydidae.
Artens utbredningsområde är New Mexico. Inga underarter finns listade i Catalogue of Life.